# Palm Springs Weekend
Palm Springs Weekend is een Amerikaanse filmkomedie uit 1963 onder regie van Norman Taurog.

## Verhaal
Een groep studenten uit Los Angeles reist tijdens de paasvakantie naar Palm Springs. De student Jim Monroe valt er voor Bunny Dixon, de dochter van de politiecommissaris. Zijn kamergenoot Biff Roberts laat zijn oog vallen op Amanda North. Het rijkeluiszoontje Eric Dean verstoort aldoor de relaties van zijn medestudenten. Hun basketbaltrainer Fred Campbell wil een afspraakje maken met de hotelhoudster Naomi Yates. Enkele andere studenten vormen intussen een kwartet en treden op in het plaatselijke casino.

## Rolverdeling
| Acteur          | Personage                 |
| --------------- | ------------------------- |
| Troy Donahue    | Jim Munroe                |
| Connie Stevens  | Gayle Lewis / Jane Hoover |
| Ty Hardin       | Doug Fortune              |
| Stefanie Powers | Bunny Dixon               |
| Robert Conrad   | Eric Dean                 |
| Andrew Duggan   | Commissaris Dixon         |
| Jack Weston     | Fred Campbell             |
| Carole Cook     | Naomi Yates               |
| Jerry Van Dyke  | Biff Roberts              |
| Zeme North      | Amanda North              |
| Bill Mumy       | Boom Boom Yates           |
| Dorothy Green   | Cora Dixon                |
| Robert Gothie   | Gabby                     |
| Owen Orr        | Hap                       |
| Gary Kincaid    | Fred                      |
| Mark Dempsey    | Mike                      |
| Jim Shane       | Dave                      |